# 金林寺
金林寺（こんりんじ）は、高知県安芸郡馬路村にある高野山真言宗の仏教寺院。山号は月光山。詳名は月光山珠勝院金林寺。通称は馬路薬師堂。開基は空海（弘法大師）と伝える。薬師堂は国の重要文化財。

## 歴史
創建は平安時代にさかのぼると推定されるが、中世以前の沿革は不明。寺伝では大同2年（807年）空海の創建といい、薬師堂には弘法大師一夜建立の伝説がある。

## 伽藍
- 薬師堂
- 大師堂
- 庫裡

## 文化財
重要文化財（国指定）
- 薬師堂 - 様式手法から室町時代の建立と推定される。高知県下において中世にさかのぼる数少ない建造物の1つである。堂内の厨子は墨書銘から永正15年（1518年）の作であることが判明する。金林寺には応永33年（1426年）銘の鰐口（わにぐち）が伝来し、薬師堂の建立はこの頃までさかのぼる可能性もある。軒を支えるために垂木を用いず板軒とする点に特色がある。
- 木造不動明王立像・毘沙門天立像 - 不動明王像の光背に建暦3年（1213年）の銘がある。

高知県指定保護有形文化財
- 木造薬師如来坐像（附 木造如来形坐像） - 檜一木造。

## 交通アクセス
- 高知駅 車1時間40分

## 周辺情報
- 馬路村天保の民家
- 熊野神社
- 馬路村資料館